# 小行星4255
小行星4255（英語：4255 Spacewatch）是一颗围绕太阳公转的小行星。1986年4月4日，太空监视在基特峰发现了此天体。
这颗小行星的绝对星等为75.93595等。